# Schweizer Fussballnationalmannschaft/Europameisterschaften
Der Artikel enthält eine ausführliche Darstellung der Schweizer Fussballnationalmannschaft bei Europameisterschaften. Die Schweiz konnte sich fünfmal qualifizieren, nahm einmal als automatisch qualifizierter Co-Gastgeber teil und lag in der ewigen Bestenliste vor der EM 2024 auf dem 15. Platz.

## Übersicht
| Jahr | Gastgeberland           | Teilnahme bis …    | Letzte(r) Gegner                 | Ergebnis | Trainer             | Bemerkungen und Besonderheiten |
| ---- | ----------------------- | ------------------ | -------------------------------- | -------- | ------------------- | --- |
| 1960 | Frankreich              | nicht teilgenommen |                                  |          |                     | |
| 1964 | Spanien                 | nicht qualifiziert |                                  |          |                     | In der Vorrunde an den Niederlanden gescheitert, die sich auch nicht für die Endrunde qualifizieren konnten. |
| 1968 | Italien                 | nicht qualifiziert |                                  |          |                     | In der Qualifikation am späteren Europameister Italien gescheitert. |
| 1972 | Belgien                 | nicht qualifiziert |                                  |          |                     | In der Qualifikation an England gescheitert, das sich aber auch nicht qualifizieren konnte. |
| 1976 | Jugoslawien             | nicht qualifiziert |                                  |          |                     | In der Qualifikation an Vizeeuropameister UdSSR gescheitert, der sich aber auch nicht qualifizieren konnte. |
| 1980 | Italien                 | nicht qualifiziert |                                  |          |                     | In der Qualifikation an Vizeweltmeister Niederlande gescheitert. |
| 1984 | Frankreich              | nicht qualifiziert |                                  |          |                     | In der Qualifikation an Vizeeuropameister Belgien gescheitert. |
| 1988 | Deutschland             | nicht qualifiziert |                                  |          |                     | In der Qualifikation an Italien gescheitert. |
| 1992 | Schweden                | nicht qualifiziert |                                  |          |                     | In der Qualifikation an Schottland gescheitert. |
| 1996 | England                 | Vorrunde           | England, Niederlande, Schottland | 13.      | Artur Jorge         | Als Gruppenletzter ausgeschieden. |
| 2000 | Niederlande und Belgien | nicht qualifiziert |                                  |          |                     | In der Qualifikation an Italien und Dänemark gescheitert. |
| 2004 | Portugal                | Vorrunde           | Kroatien, England, Frankreich    | 15.      | Jakob Kuhn          | Als Gruppenletzter ausgeschieden. |
| 2008 | Österreich und Schweiz  | Vorrunde           | Tschechien, Portugal, Türkei     | 9.       | Jakob Kuhn          | Als Co-Gastgeber automatisch qualifiziert. Als Gruppenletzter ausgeschieden. |
| 2012 | Polen und Ukraine       | nicht qualifiziert |                                  |          |                     | In der Qualifikation an England und Montenegro gescheitert, die sich aber auch nicht qualifizieren konnten. |
| 2016 | Frankreich              | Achtelfinal        | Polen                            | 11.      | / Vladimir Petković | Mit einem Sieg gegen Albanien sowie einem Remis gegen Rumänien und Frankreich erreichte die Schweiz als Gruppenzweiter die K.-o.-Runde. Niederlage im Penaltyschiessen im Achtelfinal. |
| 2021 | Europa                  | Viertelfinal       | Spanien                          | 7.       | / Vladimir Petković | Die Schweiz hatte sich zunächst mit dem St. Jakob-Park in Basel als Ausrichter von Spielen beworben, dann aber zurückgezogen. Die Schweizer qualifizierten sich am letzten Spieltag als Gruppensieger. Gruppengegner bei der Endrunde waren Italien, die Türkei und Wales. Mit je einem Sieg, einem Remis und einer Niederlage ging es als Gruppendritter in den Achtelfinal. Dort gewann die Schweiz gegen den amtierenden Weltmeister Frankreich im Penaltyschiessen. Im Viertelfinal verlor die Schweiz gegen Spanien im Penaltyschiessen. |
| 2024 | Deutschland             | Viertelfinal       | England                          | 6.       | Murat Yakin         | Die Schweiz qualifizierte sich am vorletzten Spieltag aus einer Gruppe mit Rumänien, Israel, Belarus, Kosovo und Andorra. Gruppengegner bei der Endrunde waren Deutschland, Schottland und Ungarn, im Achtelfinal Italien. Im Viertelfinal verlor die Schweiz gegen England im Penaltyschiessen. |

## Endrunden mit vier Teilnehmern

### EM 1960
An der ersten Fussball-Europameisterschaft 1960, die noch als «Europapokal der Nationen» ausgetragen wurde, nahm die Schweiz nicht teil.

### EM 1964
Vier Jahre später wollten dann mehr Mannschaften als 1960 teilnehmen, darunter auch die Schweiz. Daher wurde dem Achtelfinal eine Vorrunde vorgeschaltet. Die Schweiz musste gegen die Niederlande antreten. Am 11. November 1962 bestritt die von Karl Rappan trainierte Schweiz in Amsterdam ihr erstes EM-Qualifikationsspiel, wobei Charly Hertig mit dem zwischenzeitlichen 1:1 das erste Qualifikationstor für die Schweizer gelang. Die Niederländer konnten aber noch zwei Tore nachlegen und mit 3:1 gewinnen. Das 1:1 im Rückspiel vier Monate später reichte dann nicht zum Weiterkommen. Die Niederlande scheiterten dann im Achtelfinal überraschend an Luxemburg, das im Viertelfinal erst in einem Entscheidungsspiel an Dänemark scheiterte.

### EM 1968
Für die Fussball-Europameisterschaft 1968 wurden in der Qualifikation erstmals Gruppenspiele angesetzt. Die Schweiz, die nun vom 1938er-Weltmeister, dem Italiener Alfredo Foni, trainiert wurde, musste gegen Italien, Rumänien und Zypern antreten. Der Schweiz gelangen zwar hohe Siege gegen Rumänien (7:1, wobei Erwin Ballabio den erkrankten Foni vertrat) und Zypern (5:0) und ein 2:2 gegen Italien, aber es wurden auch mit 0:4 in Italien und 1:2 in Zypern die beiden letzten Spiele verloren. Daher sprang am Ende nur Platz 3 heraus. Italien wurde Gruppensieger, qualifizierte sich dann für die Endrunde, durfte diese ausrichten und wurde auch dank Losglück Europameister. Fonis Arbeit als Nationaltrainer endete mit der verpassten Qualifikation.

### EM 1972
Auch für die EM-Endrunde 1972 konnte sich die nun von Louis Maurer trainierte Schweiz nicht qualifizieren. In einer Gruppe mit Ex-Weltmeister England, Griechenland und Malta lieferte sie sich mit England lange einen Kampf um Platz 1, verlor aber das Heimspiel gegen die Engländer mit 2:3 und erreichte im Rückspiel nur ein 1:1. Da England dann das letzte Spiel in Griechenland gewann, wurden die Briten Gruppensieger. Im Viertelfinal scheiterten sie dann aber an Deutschland, das dann bei der Endrunde erstmals den Titel holte. Maurer trat nach dem Aus in der Qualifikation aus seinem laufenden Vertrag trotz positiven Stimmen in der Schweizer Öffentlichkeit zurück.

### EM 1976
1976 wurde die Endrunde letztmals mit vier Mannschaften ausgetragen. Die nun von René Hüssy trainierte Schweiz scheiterte wieder bereits in der Gruppenphase, diesmal an der Sowjetunion, Irland und der Türkei. Dabei konnte die Schweiz nur das Heimspiel gegen Irland gewinnen, was letztlich dafür verantwortlich war, dass Irland nur Zweiter hinter der UdSSR wurde. Die Schweiz, der ansonsten nur noch ein 1:1 im Heimspiel gegen die Türkei gelang, wurde Gruppenletzter. Die UdSSR scheiterte dann im Viertelfinal am späteren Europameister Tschechoslowakei, der den Titel im Penaltyschiessen gegen Titelverteidiger Deutschland gewann.

## Endrunden mit acht Teilnehmern

### EM 1980
In der Qualifikation für die Europameisterschaft in Italien, die erstmals mit acht Mannschaften ausgetragen wurde, trafen die Schweizer auf die Niederländer, die 1978 wieder den WM-Final verloren hatten und seit 1977 ohne Johan Cruyff auskommen mussten, sowie Polen, die DDR und Island. Die von Roger Vonlanthen trainierten Schweizer konnten nur beide Spiele gegen Island gewinnen, das auch alle anderen Spiele verlor, und wurden wieder nur Vierte. Nach einem 0:3 gegen die Niederlande trat Vonlanthen zurück, seinem Nachfolger Léon Walker gelang es aber nicht, das Blatt zu wenden. Gruppensieger Niederlande fuhr zur EM, scheiterte dort aber am späteren Europameister Deutschland.

### EM 1984
In der Qualifikation vier Jahre später traf die nun von Paul Wolfisberg trainierte Schweiz auf Vizeeuropameister Belgien, die DDR sowie Schottland und verlor gleich das erste Spiel in Belgien mit 0:3. Zwar wurde dann nur noch in der DDR (ebenfalls 0:3) verloren, aber zwei Remis und zwei Siege reichten nur zum zweiten Platz. Belgien war damit für die EM-Endrunde qualifiziert, in Frankreich schied es aber bereits in der Gruppenphase aus.

### EM 1988
Gegner in der Qualifikation für die EM 1988 waren erneut Italien, Portugal, Schweden und Malta. Die Schweiz wurde nun von Daniel Jeandupeux trainiert. Wieder verloren die Schweizer das erste Spiel, diesmal in Schweden mit 0:2, kamen dann gegen Portugal nur zu einem 1:1 und verloren in Italien mit 2:3. Damit hatten sie die Qualifikation bereits verpasst, denn am Ende hatten sie als Vierte sechs Punkte weniger als Italien. Italien erreichte dann bei der Endrunde den Halbfinal, verlor diesen aber gegen die UdSSR. Jeandupeux blieb zunächst im Amt, nach der verpassten Qualifikation für die WM 1990 übernahm dann Uli Stielike das Amt, für den es die erste Trainerstation war.

### EM 1992
Die Qualifikation für die EM 1992 brachte dann auch noch nicht den ersehnten Erfolg. Gegen Schottland, Rumänien, Bulgarien und San Marino, das erstmals teilnahm und alle Spiele verlor, gab es in dieser ausgeglichenen Gruppe einen lange offenen Kampf um das EM-Ticket. Die Schweiz verpasste dieses dann schliesslich durch ein 0:1 in Rumänien am letzten Spieltag, womit beide punktgleich waren, aber einen Punkt weniger als die Schotten hatten. Diese waren damit erstmals qualifiziert, scheiterten aber bei der Endrunde in der Gruppenphase. Mit der verpassten Qualifikation endete die Amtszeit von Stielike, sein Nachfolger wurde der Engländer Roy Hodgson, der die Schweiz 28 Jahre nach der letzten WM-Teilnahme zur WM 1994 führte.

## Endrunden mit 16 Teilnehmern

### EM 1996

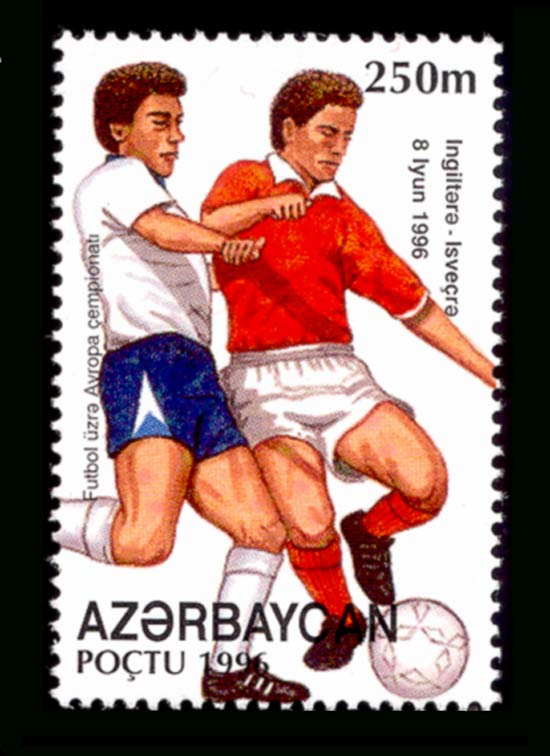
Aserbaidschanische Briefmarke zum ersten EM-Spiel der Schweiz

Für die EM 1996, die erstmals mit 16 Mannschaften ausgetragen wurde, konnte sich dann auch die Schweiz erstmals qualifizieren.
In einer Gruppe mit der Türkei, Schweden, Ungarn und Island belegte sie am Ende Platz 1, den sie sich durch ein 3:0 gegen Ungarn im letzten Spiel sicherte. Die Türkei qualifizierte sich als drittbester Gruppenzweiter ebenfalls erstmals für die EM. Nach der erfolgreichen Qualifikation wechselte Hodgson als Trainer zu Inter Mailand, sein Nachfolger wurde der Portugiese Artur Jorge.
Bei der EM durften die Schweizer das Eröffnungsspiel gegen Gastgeber England bestreiten und sicherten sich durch einen von Kubilay Türkyılmaz verwandelten Handspenalty den ersten Punkt in einem EM-Spiel. Dies blieb aber der einzige Punkt und das einzige Tor, denn die beden anderen Gruppenspiele gegen die Niederlande und Schottland wurden mit 0:2 bzw. 0:1 verloren. Als Gruppenletzter verabschiedete sich die Schweiz dann für acht Jahre von der EM-Bühne, und die Amtszeit von Jorge endete.

### EM 2000
Nach der verpassten Qualifikation für die WM 1998 hatte Gilbert Gress das Amt des Nationaltrainers von Rolf Fringer übernommen.
Für die EM 2000 musste sich die Schweiz in einer Gruppe mit Italien, Dänemark, Wales und Belarus qualifizieren. Während die beiden Letztgenannten nichts mit dem Ausgang zu tun hatten, lieferten sich die drei Erstgenannten lange einen offenen Kampf. Diesen entschied im letzten Spiel Italien mit einem 0:0 in Belarus zu seinen Gunsten, wodurch die Italiener einen Punkt mehr hatten als die punktgleichen Dänen und Schweizer. Die Verlängerung des Vertrages von Gress scheiterte dann an Gress’ Lohnforderung. Dänemark nutzte dann die Play-off-Spiele gegen Israel, um sich ebenfalls zu qualifizieren. Bei der Endrunde erreichte Italien dann zum zweiten Mal den Final, verlor diesen aber gegen Weltmeister Frankreich durch ein Golden Goal. Dänemark scheiterte in der Gruppenphase.

### EM 2004
Die Qualifikation für die EM 2004 verlief dann wieder erfolgreich. Im August 2001 hatte das Schweizer Fussballidol Jakob «Köbi» Kuhn das Amt des Nationaltrainers übernommen, nachdem es dem Argentinier Enzo Trossero nicht gelungen war, die Schweiz zur WM 2002 zu führen. In einer Gruppe mit Russland, Irland, Albanien und Georgien hatten die Schweizer am Ende einen Punkt mehr als Russland, den sie sich durch ein 2:0 im letzten Spiel gegen Irland sicherten. Russland setzte sich dann aber in den Play-offs der Gruppenzweiten gegen Wales durch und fuhr ebenfalls zur EM.
In Portugal trafen die Schweizer im ersten Gruppenspiel auf Kroatien und erreichten mit dem 0:0 den einzigen Punkt, wobei sie 40 Minuten in Unterzahl spielten. Denn gegen England und Titelverteidiger Frankreich folgten 0:3- bzw. 1:3-Niederlagen – gegen England auch wieder 30 Minuten lang in Unterzahl. Dabei wurde Johan Vonlanthen im Spiel gegen Frankreich mit 18 Jahren und 141 Tagen jüngster EM-Torschütze. Als Gruppenletzter fuhr die Schweiz nach Hause, konnte aber schon für die nächste EM planen.

### EM 2008

Startaufstellungen beim ersten Sieg der Schweizer in einem EM-Spiel

Nach den vergeblichen Versuchen, die Zusage für die alleinige EM-Ausrichtung und zusammen mit Ungarn zu erhalten, hatte sich Österreich für die Bewerbung um die EM 2008 mit der Schweiz zusammengetan, und gemeinsam hatten sie Erfolg: am 12. Dezember 2002 erhielten sie den Zuschlag für die Austragung der Europameisterschaft 2008. Damit mussten sich beide nicht für die EM qualifizieren, wodurch Österreich erstmals und die Schweiz zum dritten Mal startberechtigt war. Die Schweiz hatte sich auch 2006 für die WM qualifiziert und war dort im Achtelfinal unglücklich durch Penaltyschiessen ausgeschieden. Nach der EM nutzte sie die Zeit bis zur EM-Endrunde für Testspiele, in denen neun Siege – u. a. gegen die Niederlande – bei einem Remis (gegen Argentinien) gelangen und neun Niederlagen (darunter zweimal gegen Deutschland und einmal gegen Brasilien) erfolgten.
Bei der Endrunde wurden die Schweiz, Österreich, Titelverteidiger Griechenland und die Niederlande – als Mannschaft mit dem besten UEFA-Koeffizienten – als Gruppenköpfe gesetzt und die Schweiz gezielt der Gruppe zugeordnet, die in Basel spielte. Zugelost wurden Tschechien, die Türkei und Portugal. Im Eröffnungsspiel gegen Tschechien verloren die Schweizer nicht nur mit 0:1, sondern auch Mannschaftskapitän Alexander Frei, der sich kurz vor der Halbzeitpause einen Innenbandabriss am Knie zuzog und damit für die restliche EM ausfiel. Im zweiten Spiel gegen die Türkei brachte Hakan Yakin die Schweizer zwar mit 1:0 in Führung, den Türken gelang aber in der zweiten Halbzeit zunächst der Ausgleich und dann in der Nachspielzeit noch der Siegtreffer. Im letzten Spiel gegen die bereits für den Viertelfinal qualifizierten Portugiesen, die einige Stammspieler schonten und fünf zuvor nicht eingesetzte Spieler aufboten, gelang dann in einem harten Spiel mit je vier Gelben Karten für beide Mannschaften der erste Sieg in einem EM-Spiel. Dabei erzielte Hakan Yakin beide Tore, womit er mit insgesamt drei Toren bester EM-Torschütze der Schweiz ist und zusammen mit drei anderen Spielern zweitbester Torschütze des Turniers war. Mit dem EM-Aus endete die Amtszeit von Jakob Kuhn, sein Nachfolger wurde Ottmar Hitzfeld, der die Schweiz zur WM 2010 führte, die dort als einzige Mannschaft den späteren Weltmeister Spanien schlagen konnte, aber in der Vorrunde ausschied.

### EM 2012
In der Qualifikation für die EM 2012 traf die Schweiz wieder einmal auf England, zudem auf Montenegro, Wales und Bulgarien. Die Schweiz startete mit einer 1:3-Heimniederlage gegen England und einem 0:1 in Montenegro und hatte damit am Ende sieben Punkte weniger als Gruppensieger England, womit nur der dritte Platz heraussprang. Montenegro scheiterte als Gruppenzweiter an Tschechien und war damit ebenfalls nicht qualifiziert.

## Endrunden mit 24 Teilnehmern

### EM 2016
An der EM nahmen erstmals 24 Mannschaften teil. Für die Auslosung der Qualifikationsgruppen, die am 23. Februar 2014 erfolgte, waren die Schweizer in Topf 2 gesetzt. Die Schweiz wurde in Gruppe E mit England gelost. Aus den anderen Töpfen wurden zugelost: Slowenien, Estland, Litauen und San Marino.
Die beiden Gruppenersten qualifizierten sich direkt für die EM-Endrunde. Wäre die drittplatzierte Mannschaft bester Gruppendritter geworden, wäre sie ebenfalls direkt qualifiziert. Die übrigen Gruppendritten spielten in Playoffs vier weitere Teilnehmer aus.
Nach der WM 2014 hatte der in Sarajevo geborene Vladimir Petković das Amt des zurückgetretenen Ottmar Hitzfeld übernommen. Die Schweizer begannen die Qualifikation mit einer 0:2-Heimniederlage gegen England und einem 0:1 in Slowenien, gewannen dann aber vier Spiele und lagen vor den letzten Spielen im Herbst 2015 auf Platz 2. Diesen und damit die direkte Qualifikation festigten sie durch ein 7:0 gegen San Marino am vorletzten Spieltag.
Für die Gruppenauslosung am 12. Dezember 2015 war die Schweiz aufgrund des UEFA-Koeffizienten Topf 2 zugeordnet und konnte daher bereits in der Gruppenphase auf Gastgeber Frankreich, Titelverteidiger Spanien oder Weltmeister Deutschland, aber nicht die Nachbarn Italien und Österreich treffen, die ebenfalls in Topf 2 waren. Die Schweiz wurde der Gruppe mit Frankreich zugelost, gegen das im letzten Gruppenspiel ein torloses Remis zum zweiten Platz reichte. Weitere Gruppengegner waren Albanien, gegen das das Auftaktspiel mit 1:0 gewonnen wurde, und die Rumänen, von denen man sich mit einem 1:1 trennte. Im Achtelfinal trafen die Schweizer auf Polen, den Zweiten der Gruppe C. Die Schweizer gerieten in der 39. Minute durch einen Konter in Rückstand, dominierten danach weitgehend das Spiel, konnten aber mehrere Torchancen nicht nutzen. Erst in der 82. Minute gelang Xherdan Shaqiri in einer Mischung aus Fall- und Seitfallzieher der sehenswerte Ausgleich. Auch in den letzten Minuten und der anschliessenden Verlängerung blieben sie die dominierende Mannschaft, konnten aber kein weiteres Tor erzielen. Im Penaltyschiessen schoss dann Granit Xhaka weit neben das Tor, wogegen alle anderen Schützen trafen und die Schweiz damit ausschied.

### EM 2021

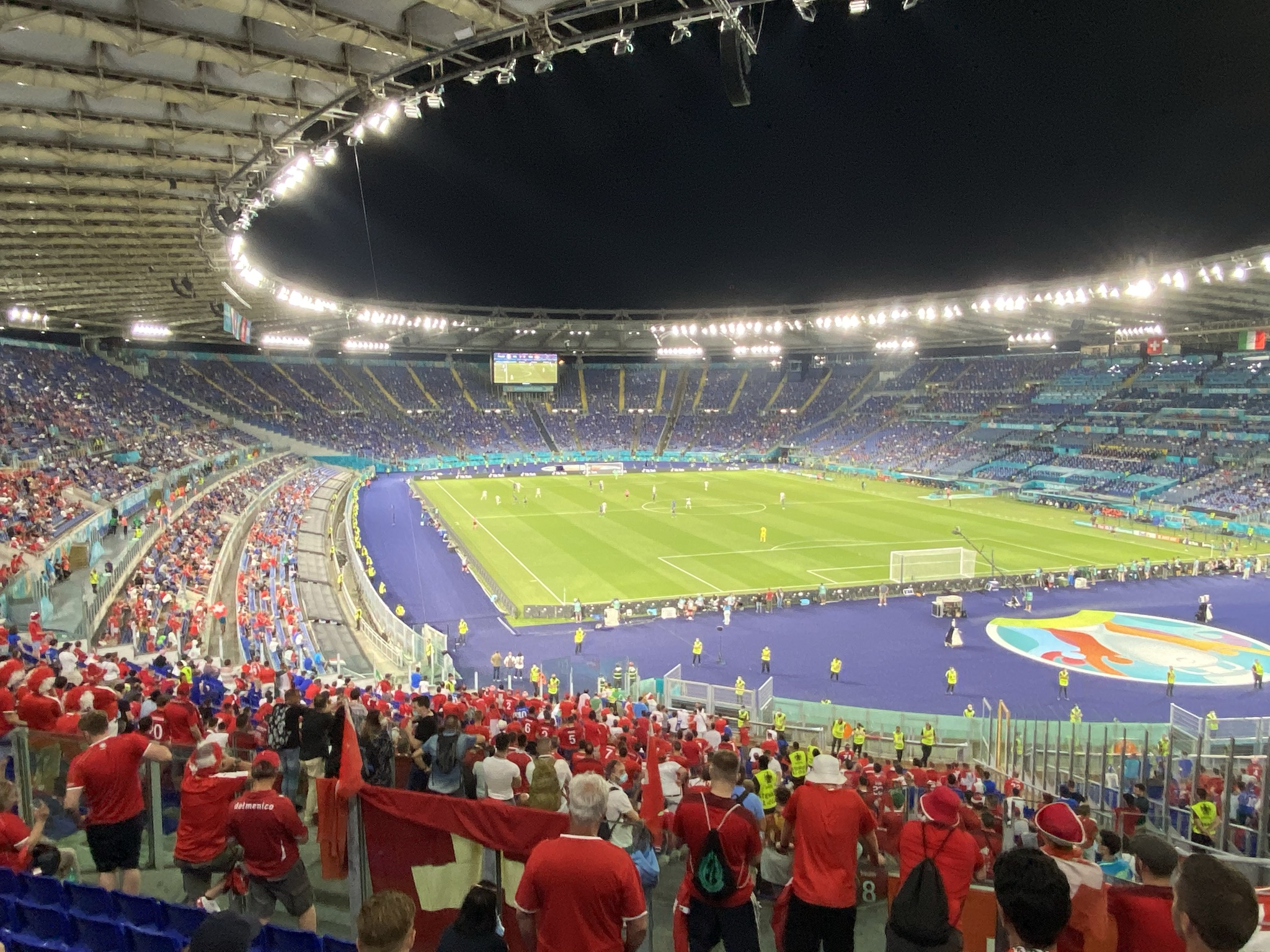
Das Olympiastadion in Rom während dem Spiel der Schweizer Fussballnationalmannschaft gegen Italien

Die EM 2021 wurde nicht in einem Land, sondern an verschiedenen Spielorten in Europa, mit dem Final im Londoner Wembley-Stadion, ausgetragen. Die Schweiz hatte sich zunächst mit dem St. Jakob-Park in Basel um die Austragung von Spielen beworben, die Bewerbung dann aber zurückgezogen. Als Ausrichter wären die Schweizer aber auch nicht direkt qualifiziert und mussten sich wie alle anderen Mannschaften qualifizieren. Gegner in der Qualifikation waren der Europameister von 1992 Dänemark, Irland, Georgien und Gibraltar. Die Schweizer starteten mit einem 2:0-Sieg in Georgien, mussten dann im nächsten Spiel gegen Dänemark nach einer 3:0-Führung in der Nachspielzeit noch den Ausgleich hinnehmen. Da sie weder in Irland (1:1) noch Dänemark (0:1) gewannen, war trotz der Heimsiege gegen Gibraltar (4:0), Irland (2:0) und Georgien (1:0) die Qualifikation bis zum letzten Spieltag offen. Durch ein 6:1 in Gibraltar wurden sie aber Gruppensieger und qualifizierten sich damit direkt für die Endrunde.
Bei der Auslosung am 30. November 2019 wurden die Schweizer in die Gruppe A mit Italien, ihrem bisher häufigsten Gegner, gelost, gegen das sie in Rom spielen mussten. Weitere Gegner waren die Türkei und Wales im aserbaidschanischen Baku. Nach einem Auftaktremis (1:1) gegen Wales wurde gegen die Italiener mit 0:3 verloren. Durch einen 3:1-Sieg gegen die Türkei wurde aber noch der 2. Platz erreicht. Im Achtelfinal trafen die Schweizer auf Weltmeister Frankreich, der sich in seiner Gruppe vor Deutschland und Titelverteidiger Portugal als Gruppensieger durchgesetzt hatte. Die Schweizer gingen in der 15. Minute durch ein Kopfballtor von Haris Seferović in Führung. In der 55. Minute hatte Ricardo Rodríguez die Chance, per Penalty auf 2:0 zu erhöhen, scheiterte aber am französischen Goalie. Zwei Minuten später konnten die Franzosen ausgleichen und weitere zwei Minuten später in Führung gehen. Als sie in der 75. Minute auf 3:1 erhöhten, sah alles nach einem weiteren K.-o.-Misserfolg aus. Die Schweizer stemmten sich aber gegen die Niederlage. Zunächst konnte Seferović in der 81. Minute mit seinem dritten Turniertor den Anschlusstreffer erzielen, und in der Schlussminute gelang dem eingewechselten Mario Gavranović noch der Ausgleich. Die anschliessende Verlängerung verlief torlos, so dass es zum ersten Penaltyschiessen des Turniers kam, in dem alle Schützen bis auf den letzten, Kylian Mbappé, erfolgreich waren, der an Yann Sommer scheiterte. Mit dem Spiel, seinem 65. Länderspiel, wurde Sommer auch zum Schweizer Rekordtorhüter. Im Viertelfinal gegen Spanien kam es, nachdem es nach 120 Minuten 1:1 gestanden hatte, wieder zum Penaltyschiessen. Sommer konnte zwar wieder einen Penalty halten, da aber von seinen Mitspielern nur einer traf, bei den Spaniern aber drei, schieden die Schweizer aus.

### EM 2024

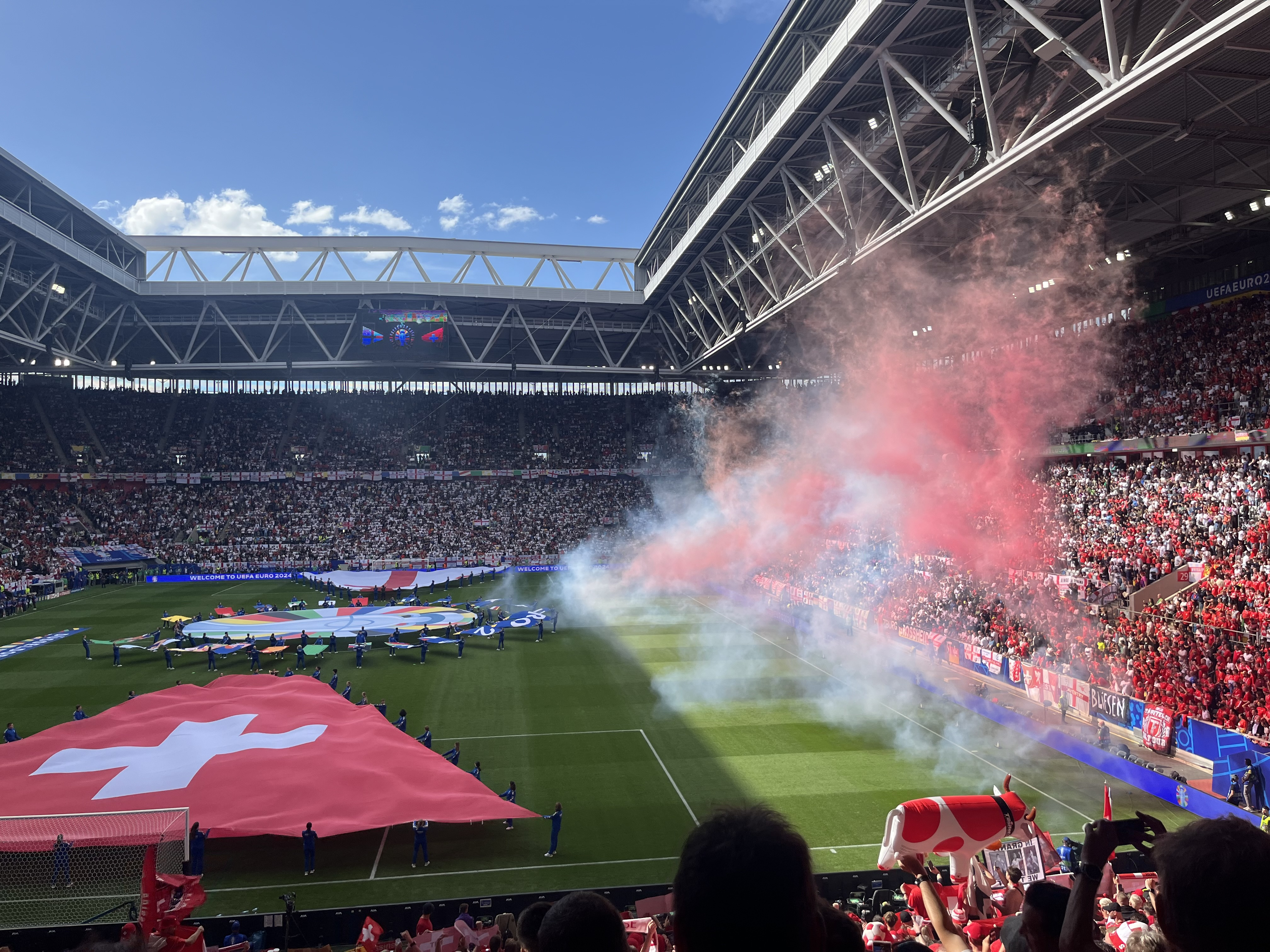
Die Düsseldorfer Arena vor dem Viertelfinale der Nati gegen die Three Lions.

Für die zweite EM in Deutschland musste sich die Schweiz in einer Gruppe mit Rumänien, Israel, Belarus, Kosovo und Andorra qualifizieren. Dies gelang durch vier Siege, fünf Remis und nur eine Niederlage im letzten Spiel gegen Rumänien, wodurch der Gruppensieg verpasst wurde. Für die Endrunde wurden die Schweizer am 2. Dezember 2023 in die Gruppe mit Gastgeber Deutschland, Schottland und Ungarn gelost. Gegen alle haben die Schweizer eine negative Bilanz. Deutschland und Ungarn sind zweit- und dritthäufigster Gegner der Schweizer. Mit einem 3:1-Sieg gegen die Ungarn starteten die Schweizer in die Endrunde. Dem folgten ein 1:1 gegen Schottland und ein 1:1 gegen Deutschland, wobei das Gegentor erst in der Nachspielzeit fiel, wodurch der Gruppensieg noch verpasst wurde. Im Achtelfinale setzten sie sich mit 2:0 gegen Titelverteidiger Italien durch und trafen im Viertelfinale auf England. Die Schweizer gingen in der 75. Minute durch das zweite Turniertor von Breel Embolo in Führung, kassierten aber fünf Minuten später den Ausgleich. Da keine weiteren Tore fielen, kam es nach 120 Minuten zum Penaltyschiessen. Nachdem die Engländer vorgelegt hatten, scheiterte Manuel Akanji am englischen Torhüter. Da anschließend alle anderen Schützen trafen, musste beim Stand von 3:5 der letzte Schweizer nicht mehr antreten.

## Spieler mit den meisten Einsätzen bei Europameisterschaften
| Spiele | Spieler              | Jahr (Spiele)                |
| ------ | -------------------- | ---------------------------- |
| 14     | Breel Embolo         | 2016 (4), 2021 (5), 2024 (5) |
|        | Ricardo Rodríguez    | 2016 (4), 2021 (5), 2024 (5) |
|        | Yann Sommer          | 2016 (4), 2021 (5), 2024 (5) |
| 13     | Granit Xhaka         | 2016 (4), 2021 (4), 2024 (5) |
|        | Fabian Schär         | 2016 (4), 2021 (4), 2024 (5) |
| 11     | Xherdan Shaqiri      | 2016 (4), 2021 (5), 2024 (2) |
| 10     | Manuel Akanji        | 2021 (5), 2024 (5)           |
|        | Remo Freuler         | 2021 (5), 2024 (5)           |
| 9      | Haris Seferović      | 2016 (4), 2021 (5)           |
|        | Ruben Vargas         | 2021 (4), 2024 (5)           |
| 8      | Silvan Widmer        | 2021 (4), 2024 (4)           |
| 7      | Valon Behrami        | 2008 (3), 2016 (4)           |
|        | Stephan Lichtsteiner | 2008 (3), 2016 (4)           |
| 6      | Gelson Fernandes     | 2008 (3), 2016 (3)           |
|        | Patrick Müller       | 2004 (3), 2008 (3)           |
|        | Hakan Yakin          | 2004 (3), 2008 (3)           |
|        | Admir Mehmedi        | 2016 (4), 2021 (2)           |
|        | Steven Zuber         | 2021 (4), 2024 (2)           |
| 5      | Stéphane Chapuisat   | 1996 (3), 2004 (2)           |
|        | Stéphane Henchoz     | 1996 (3), 2004 (2)           |
|        | Johann Vogel         | 1996 (3), 2004 (2)           |
|        | Johan Vonlanthen     | 2004 (2), 2008 (3)           |
|        | Nico Elvedi          | 2021 (5)                     |
|        | Mario Gavranović     | 2021 (5)                     |
|        | Kevin Mbabu          | 2021 (5)                     |
|        | Michel Aebischer     | 2024 (5)                     |
|        | Dan Ndoye            | 2024 (5)                     |
|        | Fabian Rieder        | 2024 (5)                     |

## Spieler mit den meisten Toren bei Europameisterschaften
| Tore | Spieler            | Jahr (Tore)                  |
| ---- | ------------------ | ---------------------------- |
| 5    | Xherdan Shaqiri    | 2016 (1), 2021 (3), 2024 (1) |
| 3    | Hakan Yakin        | 2008 (3)                     |
|      | Haris Seferović    | 2021 (3)                     |
|      | Breel Embolo       | 2021 (1), 2024 (2)           |
| 1    | Kubilay Türkyilmaz | 1996 (1)                     |
|      | Fabian Schär       | 2016 (1)                     |
|      | Johan Vonlanthen   | 2008 (1)                     |
|      | Admir Mehmedi      | 2016 (1)                     |
|      | Mario Gavranović   | 2021 (1)                     |
|      | Michel Aebischer   | 2024 (1)                     |
|      | Kwadwo Duah        | 2024 (1)                     |
|      | Remo Freuler       | 2024 (1)                     |
|      | Ruben Vargas       | 2024 (1)                     |

Stand: 6. Juli 2024

## Bei Europameisterschaften gesperrte Spieler
- 1996 erhielt Marco Grassi im zweiten Gruppenspiel die zweite Gelbe Karte und war für das letzte Gruppenspiel gegen Schottland gesperrt, in dem Johann Vogel ebenfalls die zweite Gelbe Karte erhielt, die aber keine Wirkung hatte, weil die Schweiz ausschied.
- 2004 erhielt Johann Vogel im ersten Gruppenspiel die Gelb-Rote Karte und war im zweiten Gruppenspiel gesperrt. In diesem erhielt Bernt Haas ebenfalls eine Gelb-Rote Karte und war für das letzte Gruppenspiel gesperrt. Die zweite Gelbe Karte für Benjamin Huggel hatte dann keine Wirkung, da die Schweiz ausschied.
- 2008 erhielten Johan Vonlanthen und Tranquillo Barnetta im letzten Gruppenspiel die zweite Gelbe Karte, die aber aufgrund des Schweizer Ausscheidens keinen Effekt hatte.
- 2021 erhielt Kapitän Granit Xhaka im Achtelfinal die zweite Gelbe Karte (beide nach Meckern) und war für den Viertelfinal gesperrt. In diesem erhielt Remo Freuler die Rote Karte, die aber keine weitere Auswirkung auf das Turnier hat, da die Schweizer ausschieden.
- 2024 erhielt Silvan Widmer im dritten Gruppenspiel die zweite Gelbe Karte und war für den Achtelfinal gesperrt.

## Anteil der im Ausland spielenden Spieler im EM-Kader
Legionäre stellten im ersten EM-Kader noch die Minderheit, bei den folgenden aber das grösste Kontingent.

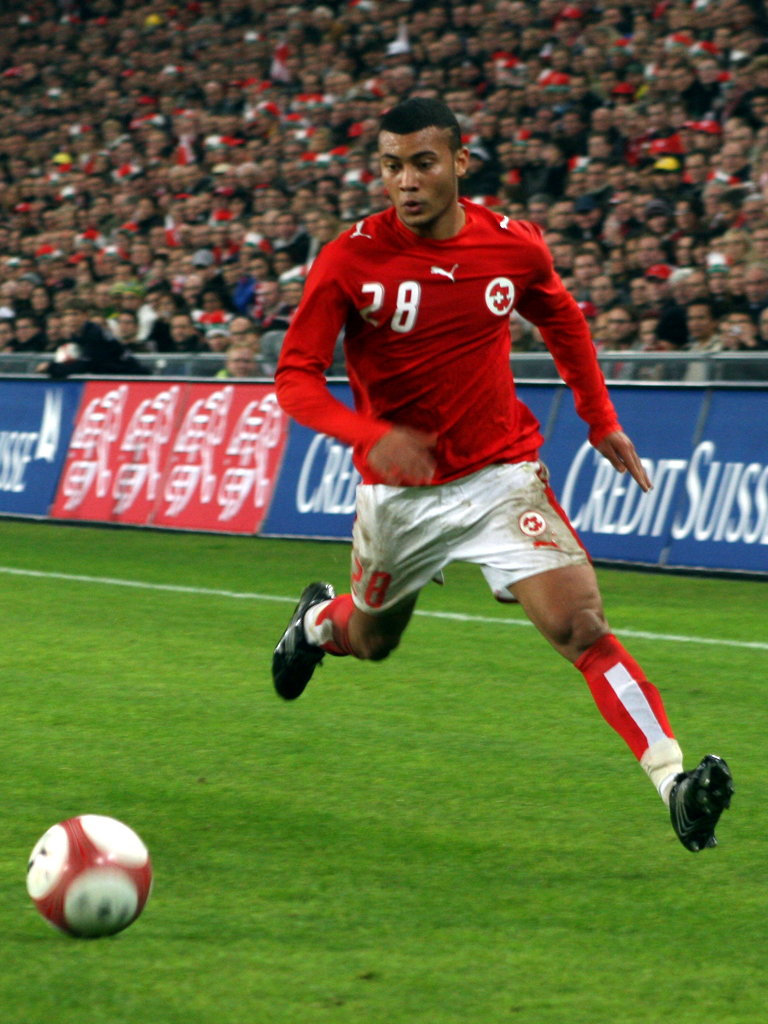
Johan Vonlanthen, jüngster EM-Torschütze

| Jahr (Spiele) | Anzahl (Länder) | Spieler (Einsätze) |
| ------------- | --- | --- |
| 1996 (3)      | 6 (3 in Deutschland, 1 in England, 2 in Frankreich)                                                                      | Stéphane Chapuisat (3), Stéphane Henchoz (3), Ciriaco Sforza (3); Marc Hottiger (2); Marco Grassi (2), Christophe Ohrel (0) |
| 2004 (3)      | 12 (5 in Deutschland, 2 in England, 3 in Frankreich, 2 in den Niederlanden)                                              | Bruno Berner (0), Ludovic Magnin (1), Jörg Stiel (3), Raphael Wicky (3), Hakan Yakin (3); Bernt Haas (2), Stéphane Henchoz (2); Fabio Celestini (2), Alexander Frei (2), Patrick Müller (3); Johan Vonlanthen (2), Johann Vogel (2) |
| 2008 (3)      | 16 (6 in Deutschland, 3 in England, 4 in Frankreich, 2 in Italien, 1 in Österreich)                                      | Tranquillo Barnetta (3), Diego Benaglio (2), Philipp Degen (0), Alexander Frei (1), Ludovic Magnin (3), Christoph Spycher (0); Johan Djourou (0), Gelson Fernandes (3), Philippe Senderos (3); Stéphane Grichting (1), Daniel Gygax (1), Stephan Lichtsteiner (3), Patrick Müller (3); Valon Behrami (3), Gökhan Inler (3); Johan Vonlanthen (3) |
| 2016 (4)      | 18 (11 in Deutschland, 2 in England, 2 in Frankreich, 2 in Italien, 1 in der Türkei)                                     | Roman Bürki, Johan Djourou (4), Nico Elvedi, Fabian Frei (1), Marwin Hitz, Admir Mehmedi (4), Ricardo Rodríguez (4), Fabian Schär (4), Haris Seferović (4), Yann Sommer (4), Granit Xhaka (4); Valon Behrami (4), Xherdan Shaqiri (4); Gelson Fernandes (3), François Moubandje; Blerim Džemaili (4), Stephan Lichtsteiner (4), Eren Derdiyok (1) |
| 2021 (5)      | 23 (12 in Deutschland, 3 in England, 3 in Frankreich, 2 in Italien, 1 in Kroatien, 1 in den Niederlanden, 1 in Portugal) | Manuel Akanji (5), Nico Elvedi (5), Breel Embolo (5), Edimilson Fernandes, Gregor Kobel 1, Kevin Mbabu (5), Admir Mehmedi (2), Yann Sommer (5), Djibril Sow (2), Rubén Vargas (4), Denis Zakaria (2), Steven Zuber (4); Fabian Schär (4), Xherdan Shaqiri (5), Granit Xhaka (4); Loris Benito (1), Jordan Lotomba, Jonas Omlin 2; Remo Freuler (5), Ricardo Rodríguez (5); Mario Gavranović (5); Yvon Mvogo; Haris Seferović (5)                               |
| 2024 (5)      | 24 (1 in Bulgarien, 7 in Deutschland, 3 in England, 5 in Frankreich 3, 1 in Griechenland, 6 in Italien, 1 in den USA)    | Kwadwo Duah (3); Nico Elvedi (0), Gregor Kobel (0), Leonidas Stergiou (3), Rubén Vargas (5), Silvan Widmer (4), Granit Xhaka (5), Cédric Zesiger (0); Manuel Akanji (5), Zeki Amdouni (4), Fabian Schär (5); Breel Embolo (5), Yvon Mvogo (0), Fabian Rieder (5), Vincent Sierro (4), Denis Zakaria (1); Steven Zuber (2); Michel Aebischer (5), Remo Freuler (5), Dan Ndoye (5), Noah Okafor (0), Ricardo Rodríguez (5), Yann Sommer (5); Xherdan Shaqiri (2) |

Stand: 6. Juli 2024

## Rekorde
- Bis zum 9. Juli 2024 jüngster EM-Torschütze: Johan Vonlanthen, geboren am 1. Februar 1986, im Spiel Schweiz – Frankreich bei der EM 2004 mit 18 Jahren und 141 Tagen, dann von Lamine Yamal/Spanien mit 16 Jahren und 362 Tagen abgelöst.

## Negativrekorde
- Die längste Durststrecke bis zum 1. Sieg bei Europameisterschaften hatten die Schweiz und Rumänien mit 8 Spielen. Im letzten Gruppenspiel der EM 2000 gegen England konnte Rumänien erstmals ein EM-Spiel gewinnen und sich damit sogar für den Viertelfinal qualifizieren. Die Schweiz gewann erstmals 2008 ein EM-Spiel im letzten, für beide Mannschaften für die Platzierung unbedeutenden Spiel gegen Portugal.
- Die Schweiz gehört zu den fünf Gastgebern, die in der Gruppenphase ausschieden: Belgien 2000, Schweiz und Österreich 2008, Polen und Ukraine 2012 – in allen Fällen waren es Co-Gastgeber.

## Spiele
Die Schweizer bestritten bisher 23 EM-Spiele, davon wurden nur fünf gewonnen, sieben verloren, und elf endeten remis. Vier Spiele mussten verlängert werden, wovon eins im Penaltyschiessen gewonnen und drei verloren wurden.
Die Schweizer nahmen zweimal am Eröffnungsspiel der EM teil, einmal gegen den und einmal als Gastgeber. Sie spielten zweimal gegen den Titelverteidiger, aber noch nie gegen den späteren Europameister. Häufigster Gegner ist Frankreich, gegen das dreimal gespielt wurde (1 Niederlage, 2 Remis, davon eins im Penaltyschiessen gewonnen).
Keines der bisherigen Spiele bedeutete die höchste Niederlage oder den höchsten Sieg gegen diese Länder.
| Alle EM-Spiele |            |                 |                      |                 |                                 |       | |
| Nr.            | Datum      | Gegner          | Ergebnis             | Anlass          | Austragungsort                  | A/H/* | Bemerkungen |
| 1              | 08.06.1996 | England         | 1:1                  | Eröffnungsspiel | London (ENG)                    | A     | |
| 2              | 13.06.1996 | Niederlande     | 0:2                  | Gruppenspiel    | Birmingham (ENG)                | *     | |
| 3              | 18.06.1996 | Schottland      | 0:1                  | Gruppenspiel    | Birmingham (ENG)                | *     | Letztes Spiel unter Trainer Artur Jorge. |
| 4              | 13.06.2004 | Kroatien        | 0:0                  | Gruppenspiel    | Leiria (PRT)                    | *     | |
| 5              | 17.06.2004 | England         | 0:3                  | Gruppenspiel    | Coimbra (PRT)                   | *     | |
| 6              | 21.06.2004 | Frankreich (TV) | 1:3                  | Gruppenspiel    | Coimbra (PRT)                   | *     | |
| 7              | 07.06.2008 | Tschechien      | 0:1                  | Eröffnungsspiel | Basel                           | H     | |
| 8              | 11.06.2008 | Türkei          | 1:2                  | Gruppenspiel    | Basel                           | H     | |
| 9              | 15.06.2008 | Portugal        | 2:0                  | Gruppenspiel    | Basel                           | H     | Letztes Spiel unter Trainer Jakob Kuhn. |
| 10             | 11.06.2016 | Albanien        | 1:0                  | Gruppenspiel    | Lens (FRA)                      | *     | Mit dem für Albanien spielenden Taulant Xhaka und seinem für die Schweiz spielenden Bruder Granit standen sich erstmals zwei Brüder in einem EM-Spiel gegenüber. |
| 11             | 15.06.2016 | Rumänien        | 1:1                  | Gruppenspiel    | Paris (FRA)                     | *     | |
| 12             | 19.06.2016 | Frankreich      | 0:0                  | Gruppenspiel    | Villeneuve-d’Ascq (Lille) (FRA) | A     | |
| 13             | 25.06.2016 | Polen           | 1:1 n.V; 4:5 i. E.   | Achtelfinal     | Saint-Étienne (FRA)             | *     | |
| 14             | 12.06.2021 | Wales           | 1:1                  | Gruppenspiel    | Baku (AZE)                      | *     | |
| 15             | 16.06.2021 | Italien         | 0:3                  | Gruppenspiel    | Rom (ITA)                       | A     | |
| 16             | 20.06.2021 | Türkei          | 3:1                  | Gruppenspiel    | Baku (AZE)                      | *     | Shaqiri mit zwei Toren und Seferović mit einem Tor. Die Schweiz schiesst zum ersten Mal in ihrer EM-Geschichte drei Tore in einem Spiel.                         |
| 17             | 28.06.2021 | Frankreich      | 3:3 n. V., 5:4 i. E. | Achtelfinal     | Bukarest (ROU)                  | *     | Die Schweiz kann sich erstmals seit dem Achtelfinal bei der WM 1938 in einem K.-o.-Spiel durchsetzen.                                                            |
| 18             | 02.07.2021 | Spanien         | 1:1 n. V., 1:3 i. E. | Viertelfinal    | Sankt Petersburg (RUS)          | *     | |
| 19             | 15.06.2024 | Ungarn          | 3:1                  | Gruppenspiel    | Köln (DEU)                      | *     | |
| 20             | 19.06.2024 | Schottland      | 1:1                  | Gruppenspiel    | Köln (DEU)                      | *     | |
| 21             | 23.06.2024 | Deutschland     | 1:1                  | Gruppenspiel    | Frankfurt am Main (DEU)         | A     | |
| 22             | 29.06.2024 | Italien (TV)    | 2:0                  | Achtelfinal     | Berlin (DEU)                    | *     | |
| 23             | 06.07.2024 | England         | 1:1 n. V., 3:5 i. E. | Viertelfinal    | Düsseldorf (DEU)                | *     | |